# Egnahemsstyrelsen
Egnahemsstyrelsen var ett svenskt statligt ämbetsverk som inrättades 1929 och hade till uppgift att stödja egnahemsrörelsen. Under sig hade den lokala organ som egnahemsnämnder och i kommunerna egnahemsombud och egnahemskommittéer. Lånen till egnahemsrörelsen utgick ifrån Egnahemslånefonden. Ämbetsverket lades ner 1948. Dess jordbrukspolitiska del lades på Lantbruksstyrelsen och lantbruksnämnderna medan dess bostadspolitiska del lades på Bostadsstyrelsen och länsbostadsnämnderna.

## Chefer
- Carl Mannerfelt  1928 - 1930
- Victor Ekerot    1930 - 1934

## Överdirektörer och chefer
- Victor Ekerot  1934 + 1938
- Olof Agerberg  1938 - 1939 (Tillförordnad)
- Erik Lindeberg 1939 - 1942
- Gustav Ytterborn      1942 - 1948